# Tyler Lockett
Tyler Deron Lockett (* 28. September 1992 in Tulsa, Oklahoma) ist ein US-amerikanischer American-Football-Spieler auf der Position des Wide Receivers. Er spielte zehn Jahre lang für die Seattle Seahawks in der National Football League (NFL) und wurde auch als Returner in den Special Teams eingesetzt.

## College
Lockett spielte von 2011 bis 2014 Football an der Kansas State University für die Wildcats unter Coach Bill Snyder. Bereits sein Vater Kevin und sein Onkel Aaron spielten an der Kansas State University auf der Position des Wide Receivers.
In seinem Freshman-Jahr (2011) wurde Lockett als Kick Returner/Punt Returner in das All-American-Team gewählt und erhielt eine besondere Auszeichnung als Wide Receiver.
Vor seinem Junior-Jahr (2013) wurde er für das Allstate/American Football Coaches Association (AFCA) Good Works Team nominiert. Er konnte die Saison daraufhin gegen die North Dakota State University mit 7 Passfängen für 113 Yards eröffnen, wobei ein Passfang bei 56 Yards in einen Touchdown mündete. Insgesamt schaffte er im Junior-Jahr 1262 und 11 Touchdowns bei 81 Passfängen.
Seine Statistiken aus dem Junior-Jahr konnte er im letzten College-Jahr (2014) nochmals toppen. Er schaffte 1515 Yards und erneut 11 Touchdowns bei 106 Passfängen. Diesmal konnte er außerdem 402 Punt-Return-Yards und 2 Touchdowns bei 21 Punt Returns hinzufügen.

## NFL
Lockett wurde in der 3. Runde des NFL Draft 2015 als 69. Pick von den Seattle Seahawks gedraftet. Den Draft Pick hatten sich die Seahawks zuvor noch ertauscht. Bereits in der Preseason deutete er an, dass er das Return-Spiel der Seahawks verstärken kann, als er zum Auftakt gegen die Denver Broncos einen Kickoff 103 Yards zum Touchdown zurücklief.
Sein erster offizieller NFL-Touchdown gelang ihm am ersten Spieltag der Saison 2015 gegen die St. Louis Rams, wo er einen Punt über 57 Yards in die Endzone trug. Am dritten Spieltag gegen die Chicago Bears gelang ihm ein Kick-Return-Touchdown über 105 Yards, der einen Seahawks-Franchise-Rekord für den längsten Return-Touchdown darstellt. Gegen die San Francisco 49ers fing er am 7. Spieltag seinen ersten Touchdown-Pass. Somit ist er nach Nate Burleson erst der zweite Spieler der Seahawks, dem es gelang, einen Touchdown durch den Return sowohl eines Punts als auch eines Kicks und einen gefangenen Pass innerhalb einer Saison zu erzielen. Am 17. Spieltag stellte er gegen die Arizona Cardinals einen Seahawks-Rekord für die meisten Punt-Return-Yards in einem Spiel auf (139).  Als einer von fünf Rookies wurde er als Return-Specialist in den Pro Bowl 2016 gewählt.
Nachdem er sich am 16. Spieltag der Saison 2016 das Bein brach, wurde er drei Tage später, am 27. Dezember 2016, auf die Injured Reserve List platziert.
Am 29. August 2018 wurde sein Vertrag für bis zu 37,8 Mio. Dollar bei einer Garantiesumme von 20 Millionen Dollar um drei Jahre (bis 2021) verlängert. Er beendete die Saison 2018 mit Karrierebestwerten für Passfänge (57), gefangene Yards (965) und Touchdowns (10). Für seinen Quarterback Russell Wilson bedeutete diese Bilanz bei 70 Passversuchen ein perfektes Quarterback Rating von 158,3, das höchste Passer-Rating bei mehr als 15 Passversuchen, das jemals zwischen Receiver und Quarterback verzeichnet wurde.
In der Saison 2019, in der er als Ersatzmann für den Pro Bowl nominiert wurde, konnte er seine Bestwerte zum Teil abermals steigern und erzielte bei 82 Passfängen 1.057 Yards Raumgewinn sowie 8 Touchdowns.
Am 5. März 2025 trennten die Seahawks sich nach zehn Jahren von Lockett. Mit 661 gefangenen Pässen für 8594 Yards und 61 Touchdowns war Lockett zum Ende seiner Zeit bei den Seahawks in allen Statistiken der zweiterfolgreichste Wide Receiver in der Geschichte des Teams nach Steve Largent.

### Statistiken
| Jahr            | Team     | Spiele | Starts | Passspiel | Passspiel | Passspiel | Passspiel | Passspiel | Passspiel |
| Jahr            | Team     | Spiele | Starts | Rec       | Tgt       | Yds       | Avg       | TD        | Lng       |
| --------------- | -------- | ------ | ------ | --------- | --------- | --------- | --------- | --------- | --------- |
| 2015            | SEA      | 16     | 8      | 51        | 68        | 664       | 13        | 6         | 49        |
| 2016            | SEA      | 15     | 9      | 41        | 67        | 597       | 14,6      | 1         | 57        |
| 2017            | SEA      | 16     | 8      | 45        | 69        | 555       | 12,3      | 2         | 74        |
| 2018            | SEA      | 16     | 14     | 57        | 70        | 965       | 16,9      | 10        | 52        |
| 2019            | SEA      | 16     | 16     | 82        | 110       | 1.057     | 12,9      | 8         | 44        |
| 2020            | SEA      | 16     | 16     | 100       | 132       | 1.054     | 10,5      | 10        | 47        |
| 2021            | SEA      | 16     | 16     | 73        | 107       | 1.175     | 16,1      | 8         | 69        |
| 2022            | SEA      | 16     | 16     | 84        | 117       | 1.033     | 12,3      | 9         | 40        |
| 2023            | SEA      | 17     | 17     | 79        | 112       | 894       | 11,3      | 5         | 37        |
| 2024            | SEA      | 17     | 14     | 49        | 74        | 600       | 12,2      | 2         | 37        |
| Karriere        | Karriere | 161    | 134    | 661       | 936       | 8.594     | 13.2      | 61        | 74        |
| Quelle: nfl.com |          |        |        |           |           |           |           |           |           |